# Антошкин, Евгений Порфирьевич
Евгений Порфирьевич Антошкин (1932 год, село Борисовка, Стерлибашевский район, Башкирская АССР, РСФСР, СССР) — советский работник добывающей отрасли, экскаваторщик, Герой Социалистического Труда (1971). Депутат Верховного Совета Казахской ССР.

## Биография
Родился в 1932 году в селе Борисовка Стерлибашевского района Башкирской АССР. С 1951 года по 1955 год служил в Советской армии. После возвращения из армии работал в Южноуральской геологической экспедиции. В 1953 году вступил в КПСС. С 1956 года был комбайнёром Магнитогорского кормового совхоза Челябинской области. В 1958 году переехал в Казахскую ССР и стал работать помощником машиниста четырёхкубового экскаватора на Соколовско-Сарбайском обогатительном комбинате. Позднее был бригадиром экскаваторщиков. Окончив техникум, получил специальность электромеханика.
К 50-летию Октябрьской революции бригада Евгения Порфирьевича выполнила за два года пятилетний план, за что он был награждён Орденом Ленина.
В 1970 году бригада Евгения Антошкина переработала 2 миллиона 800 тысяч кубов руды. За этот доблестный труд он был удостоен в 1971 году звания Героя Социалистического Труда.
Неоднократно избирался депутатом Рудненского городского и Кустанайского областного советов народных депутатов. Был делегатом XXIV съезда КПСС и XIV съезда Компартии Казахской ССР. Был депутатом Верховного Совета Казахской ССР 8 созыва.

## Награды
- Герой Социалистического Труда — Указом Президиума Верховного Совета от 30 марта 1971 года.
- Орден Ленина (1967);
- Орден Ленина (1971);